# أوليفييه موتيس
أوليفييه موتيس (بالفرنسية: Olivier Mutis)‏ مواليد 2 فبراير 1978 في أن، فرنسا، هو لاعب كرة مضرب فرنسي سابق بدأ مسيرته كمحترف سنة 1996 وكان يلعب باليد اليمنى، اعتزل اللعب في 2006. أعلى تصنيف له في الفردي كان المركز الـ 71 في سنة 2003. أعلى تصنيف له في الزوجي كان المركز الـ 632 في سنة 2004.

## روابط خارجية
- أوليفييه موتيس على موقع رابطة محترفي التنس (الإنجليزية)
- أوليفييه موتيس على موقع الاتحاد الدولي لكرة المضرب (الإنجليزية)
- أوليفييه موتيس على موقع خلاصة التنس.كوم (الإنجليزية)